# کوسسووا
کوسسووا (به لهستانی:  Kossowa) یک روستا در لهستان است که در گمینا بژژنگتسا (استان لهستان کوچک‌تر) واقع شده‌است.
 کوسسووا  ۴۲۰ نفر جمعیت دارد و ۲۸۰ متر بالاتر از سطح دریا واقع شده‌است.